# Паркер, Кэндис
Кэндис Николь Паркер (англ. Candace Nicole Parker; родилась 19 апреля 1986 года в Сент-Луисе, штат Миссури) — американская профессиональная баскетболистка, выступавшая за команду женской национальной баскетбольной ассоциации. Олимпийская чемпионка 2008 и 2012 годов в составе национальной сборной США. Два года подряд становилась чемпионкой Национальной ассоциации студенческого спорта в составе «Теннесси Леди Волантирс», также оба раза признавалась самым выдающимся игроком этого баскетбольного турнира (2007, 2008). Чемпионка ВНБА 2016 года в составе «Лос-Анджелес Спаркс» и 2021 года в составе «Чикаго Скай».

## Биография
Кэндис очень успешно выступала в школьной баскетбольной лиге за команду центральной средней школы города Нейпервилл, штат Иллинойс, в 2003 и 2004 годах признавалась лучшей баскетболисткой США среди школьниц. После окончания школы в 2004 году поступила в университет Теннесси, где выступала за команду национальной ассоциации студенческого спорта «Теннесси Леди Волс», которой дважды (в 2007 и 2008 годах) помогла выиграть чемпионат.

Паркер в игре за команду
университета Теннесси в 2008 году

В 2008 году была выбрана на драфте женской НБА под первым номером клубом «Лос-Анджелес Спаркс». По результатам сезона Паркер была признана новичком года и самым ценным игроком ассоциации — она единственная баскетболистка, которой удавалось завоевать обе награды в одном сезоне.
В 2004 году в составе юниорской сборной США стала чемпионкой мира. В 2006 году уже в составе национальной сборной США заняла третье место на чемпионате мира, в 2008 году стала олимпийской чемпионкой Пекина.
В январе 2010 года Паркер подписала контракт с российским клубом УГМК из Екатеринбурга. В его составе она будет выступать во время межсезонья женской НБА. В составе УГМК Кэндис стала чемпионкой России и обладательницей Кубка России 2010 года, где была признана MVP финала. В сезоне 2010/11 стала обладательницей Кубка России и Чемпионкой России. Сезон 2011/12 снова стал повторением прошлого: обладатель Кубка России и чемпионка России. Обладатель Суперкубка Европы 2013.

## Слэм-данки
Паркер одна из немногих баскетболисток, которые делают слэм-данки. В 2004 году она победила 5 юношей на ежегодном конкурсе слэм-данков, проходившем как часть мероприятия по случаю матча всех звёзд школьной лиги. Среди поверженных соперников был Джей Ар Смит, участвовавший в конкурсе слэм-данков в НБА в 2005 году. Кэндис стала первой девушкой, победившей на этом конкурсе, который в разное время выигрывали будущие звёзды НБА, Винс Картер, Бэрон Дэвис, Кармело Энтони и Леброн Джеймс.
В 2006 году Паркер стала первой девушкой, сделавшей слэм-данк в студенческом чемпионате, причём она сделала два слэм-данка в одной игре. 22 июня 2008 года она сделала второй слэм-данк в истории женской НБА.

## Личная жизнь
Кэндис — младшая сестра профессионального баскетболиста Энтони Паркера, в прошлом звезды Евролиги, выступавшего за клуб НБА «Кливленд Кавальерс». 13 ноября 2008 года Кэндис вышла замуж за другого баскетболиста НБА, Шелдена Уильямса, выступавшего за «Нью-Джерси Нетс». 13 мая 2009 года Паркер родила дочь, которую назвали Лайла Николь Уильямс. В конце июня 2009 года она возобновила тренировки, а уже в июле вернулась в основной состав «Лос-Анджелес Спаркс». В 2016 году Паркер и Уильямс развелись.
С 2019 года жената на российской баскетболистке Анне Петраковой. 11 февраля 2022 года у пары родился сын Эйрр Ларри Петраков Паркер.